# Кубок світу з біатлону 2014—2015 — етап 2
Другий етап Кубка світу з біатлону 2014—15 проходив в Гохфільцені, Австрія, з 12 по 14 грудня 2014 року. До програми етапу було включено 6 гонок: спринт та гонка переслідування у чоловіків та жінок, а також чоловіча та жіноча естафети.

## Гонки
Розклад гонок наведено нижче.
| Дата      | Час       | Гонка                            |
| --------- | --------- | -------------------------------- |
| 12 грудня | 11:30 CET | Жінки, спринт 7,5 км             |
| 12 грудня | 14:30 CET | Чоловіки, спринт 10 км           |
| 13 грудня | 11:00 CET | Жінки, естафета 4x6 км           |
| 13 грудня | 14:30 CET | Чоловіки, естафета 4x7,5 км      |
| 14 грудня | 11:30 CET | Жінки, переслідування 10 км      |
| 14 грудня | 14:30 CET | Чоловіки, переслідування 12,5 км |

## Чоловіки

### Призери
| Гонка:                                                                         | Золото:                                                          | Час                                           | Срібло:                                                           | Час                                                       | Бронза:                                                                  | Час                                           |
| Спринт 10 км Протокол [Архівовано 13 грудня 2014 у Wayback Machine.]           | Йоганнес Бо Норвегія                                             | 24:34.9 (0+0)                                 | Сімон Шемпп Німеччина                                             | 24:49.2 (0+0)                                             | Андреас Бірнбахер Німеччина                                              | 24:52.8 (0+0)                                 |
| Естафета 4 x 7,5 км Протокол [Архівовано 13 грудня 2014 у Wayback Machine.]    | Росія Максим Цвєтков Тимофій Лапшин Дмитро Малишко Антон Шипулін | 1:16:14.8 (0+0) (0+0) (0+1) (0+0) (0+0) (0+0) | Франція Сімон Фуркад Жан-Гійом Беатрікс Сімон Детьє Мартен Фуркад | 1:16:35.0 (0+0) (0+0) (0+0) (0+1) (0+0) (0+2) (0+1) (0+0) | Норвегія Йоганнес Бо Еміль Хегле Свендсен Ларс Хегле Біркеланд Тар'єй Бо | 1:16:42.7 (0+1) (0+0) (0+2) (0+3) (0+0) (0+3) |
| Переслідування 12,5 км Протокол [Архівовано 13 грудня 2014 у Wayback Machine.] | Мартен Фуркад Франція                                            | 32:53.7 (0+0+0+0)                             | Сімон Шемпп Німеччина                                             | 32:57.8 (0+0+0+0)                                         | Яков Фак Словенія                                                        | 33:04.6 (0+0+0+1)                             |

## Жінки

### Призери
| Гонка:                                                                       | Золото:                                                                   | Час                                                       | Срібло:                                                                    | Час                                                       | Бронза:                                                                 | Час                                                       |
| Спринт 7,5 км Протокол [Архівовано 13 грудня 2014 у Wayback Machine.]        | Кайса Мякяряйнен Фінляндія                                                | 20:55.6 (1+0)                                             | Карін Обергофер Італія                                                     | 21:40.1 (0+0)                                             | Тіріл Екгофф Норвегія                                                   | 21:43.1 (0+1)                                             |
| Естафета 4 x 6 км Протокол [Архівовано 14 грудня 2014 у Wayback Machine.]    | Німеччина Луіза Куммер Франциска Гільдебранд Ванесса Гінц Франциска Пройс | 1:11:40.4 (0+0) (0+1) (0+1) (0+3) (0+0) (0+2) (0+0) (0+1) | Білорусь Надія Скардіно Настасія Дуборєзова Надія Писарєва Дарія Домрачева | 1:12:01.5 (0+1) (0+0) (0+1) (0+3) (0+2) (0+2) (0+0) (0+1) | Чехія Ева Пускарчикова Габріела Соукалова Їтка Ландова Вероніка Віткова | 1:12:02.6 (0+1) (0+0) (0+0) (0+3) (0+1) (0+2) (0+1) (0+1) |
| Переслідування 10 км Протокол [Архівовано 13 грудня 2014 у Wayback Machine.] | Кайса Мякяряйнен Фінляндія                                                | 30:44.8 (0+0+1+0)                                         | Катерина Глазиріна Росія                                                   | 31:19.2 (1+0+0+0)                                         | Анаїс Бескон Франція                                                    | 31:31.3 (0+0+1+0)                                         |

## Досягнення
Найкращий виступ за кар'єру
|  |  |

Перша гонка в Кубку світу
|  |  |